# Френк Кінгдон-Ворд
Френк Кінгдон-Ворд (англ. Frank Kingdon-Ward, ім'я при народженні — Френсіс Кінгдон Ворд — Francis Kingdon Ward, 1885—1958) — британський мандрівник та ботанік у Східній Азії, провідний автор праць з колекціювання рослин.

## Біографія
Френсіс Кінгдон Ворд народився 6 листопада 1885 року в родині Гаррі Маршалла Ворда та Селіни Мері Кінгдон. Батько тривалий час був професором ботаніки Кембриджського університету, помер у 1906 році. Френк навчався у Школі Святого Павла у Лондоні, згодом поступив у Колледж Христа. Через складне матеріальне становище сім'ї після смерті батька Френк пішов з коледжу за рік до закінчення курсу та погодився на першу ж роботу шкільного вчителя у Шанхаї. У вільний час Ворд особливо не цікавився викладацькою діяльністю, постійно подорожував по Яві та Борнео. Через два роки він отримав можливість приєднатися до американської зоологічної експедиції по Янцзи та Тибету.
У 1910 році ліверпульський землевласник Артур Кілпін Буллі найняв Кінгдон-Ворда для збору морозостійких рослин у Китаї, перебуваючи у конфлікті зі своїм попереднім працівником Джорджем Форрестом. У 1911 році Кінгдон-Ворд під час своєї першої одиночної експедиції у Китай вперше виявив зарості меконопсиса Meconopsis speciosa. У 1912 році він повернувся в Англію, незабаром був обраний членом Королівського географічного товариства. У 1913 році він знову вирушив до Китаю.

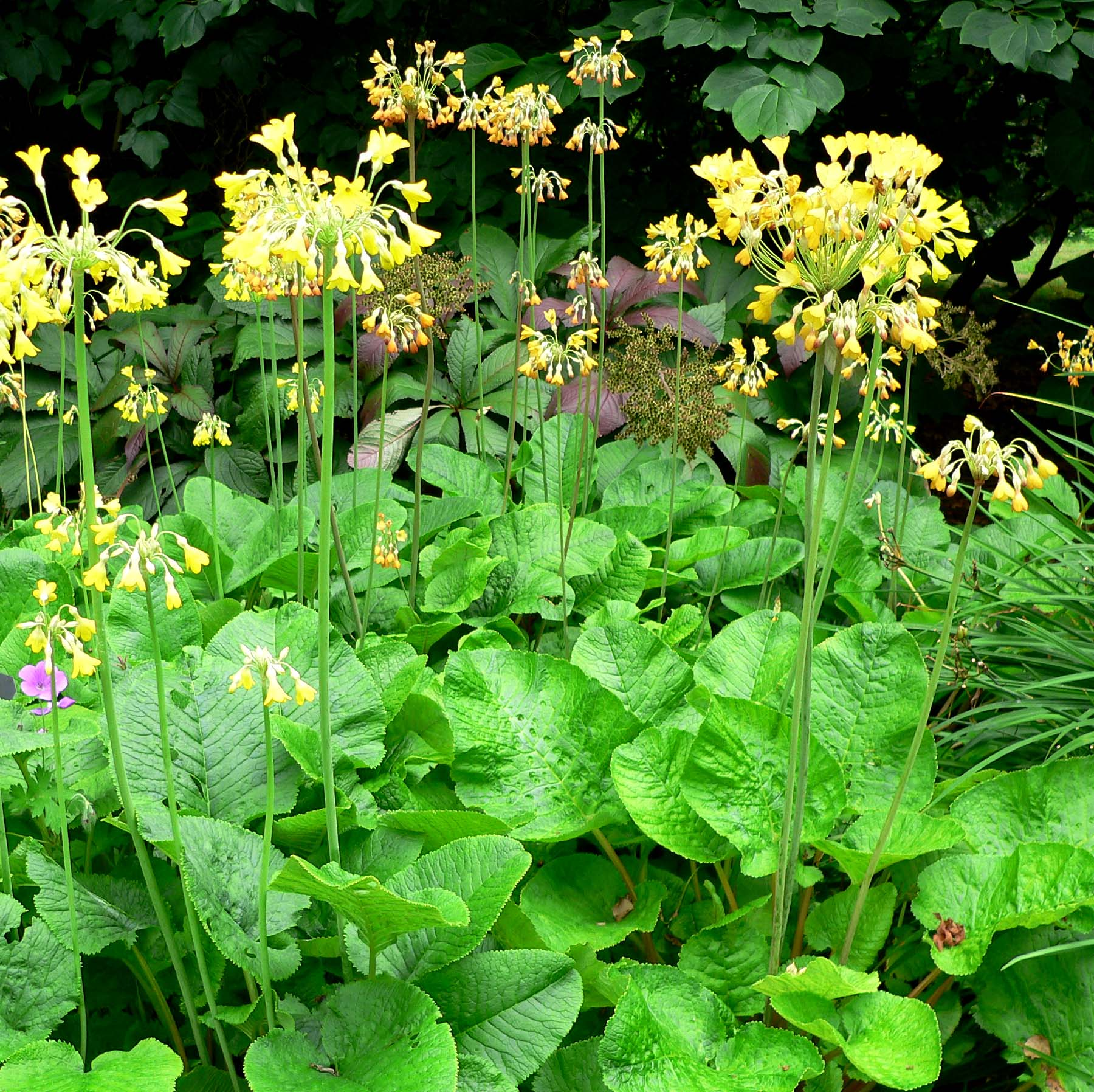
Первоцвіт Флорінди, названный Кингдон-Вордом на честь своєї першої дружини

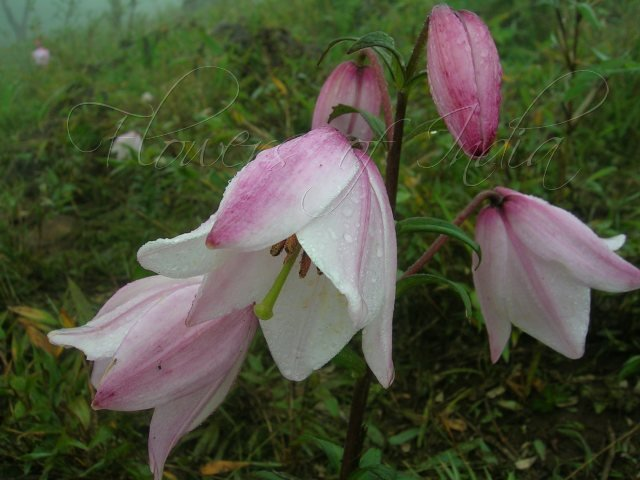
Lilium mackliniae, символ штату Маніпур

Під час Першої світової війни Кінгдон-Ворд служив у індійській армії, закінчив війну у ранзі капітана. Після війни він деякий час намагався організувати власний розплідник в Англії, проте зазнав невдачі та у 1921 році знову поїхав до Азії. У 1923 році він повернувся та одружився із Флоріндою Норман-Томпсон.
У 1924 році Кінгдон-Ворд вирушив в експедицію до витоків Брахмапутри, що приваблювала його ще з дитинства, в пошуках легендарних величезних водоспадів. Ця експедиція, що пройшла по просторих, недоторканих людиною районах, показала, що водоспади біля витоків Брахмапутри насправді не існують. У 1927 році Френк здійснив сходження на гору Япво в Ассамі, у 1929 році подорожував по Лаосу. У 1933 році за підтримки Королівського садівничого товариства Кінгдон-Ворд знову об'їхав Тибет (пройшовши шлях близько тисячі миль) та привіз до Англії сотні видів рослин.
Під час Другої світової війни капітан Ворд працював у британському Управлінні спеціальних операцій у Бірмі, потім займався навчанням льотчиків виживанню в джунглях. Після війни він на кошти США вирушив на пошуки збитих літаків у Китаї та Індії. Під час однієї з таких поїздок він виявив рідкісну декоративну лілію, пізніше названу Lilium mackliniae на честь його другої дружини, Джин Маклін.
З 1948 року Френк та Джин Кінгдон-Ворд здійснили 6 ботанічних експедицій. У 1956 році 71-річний Кінгдон-Ворд піднявся на гору Вікторія, одну з найвищих точок Бірми.
8 квітня 1958 року Френк Кінгдон-Ворд помер.

## Окремі наукові публікації
- Kingdon Ward, F. On the road to Tibet. — 1910. — 141 p.
- Kingdon Ward, F. The land of the blue poppy: travels of a naturalist in eastern Tibet. — 283 p.
- Kingdon Ward, F. In farthest Burma. — 1921. — 311 p.
- Kingdon Ward, F. The mystery rivers of Tibet. — 1923. — 316 p.
- Kingdon Ward, F. The romance of plant hunting. — 1924. — 275 p.
- Kingdon Ward, F. From China to Hkamti Long. — 1924. — 317 p.
- Kingdon Ward, F. The riddle of the Tsangpo gorges. — 1926. — 328 p.
- Kingdon Ward, F. Rhododendrons for everyone. — 1926. — 122 p.
- Kingdon Ward, F. Plant hunting on the edge of the world. — 1930. — 383 p.
- Kingdon Ward, F. A plant hunter in Tibet. — 1934. — 317 p.
- Kingdon Ward, F. Plant hunter's paradise. — 1937. — 347 p.
- Kingdon Ward, F. Assam adventure. — 1941. — 304 p.
- Kingdon Ward, F. Modern exploration. — 1945. — 124 p.
- Kingdon Ward, F. About this earth. — 1946. — 168 p.
- Kingdon Ward, F. Burma's icy mountains. — 1949. — 287 p.
- Kingdon Ward, F. Rhododendrons. — 128 p.
- Kingdon Ward, F. Footsteps in civilization. — 1951. — 240 p.
- Kingdon Ward, F. Plant hunter in Manipur. — 1952. — 254 p.
- Kingdon Ward, F. Berried treasure. — 192 p.
- Kingdon Ward, F. Return to the Irrawaddy. — 1956. — 224 p.

## Рід рослин, названий на честь Ф. Кінгдон-Ворда
- Kingdon-wardia C.Marquand, 1929 [= Swertia L., 1753]